# 山﨑善弘
山﨑 善弘（やまさき よしひろ、1968年6月 - ）は、日本の歴史学者。東京未来大学モチベーション行動科学部准教授、元ハーバード大学東アジア言語・文明学部招聘研究員。文学博士（関西大学）。専攻は、日本近世・近代史。兵庫県出身。

## 略歴
1999年、関西大学大学院文学研究科史学専攻博士課程後期課程単位取得退学。
2002年、同大学院同課程に再入学し、2003年に修了して博士号を取得。
2010年4月、神戸大学大学院人文学研究科地域連携センター研究員。
2011年4月、奈良教育大学教育学部准教授。
2017年4月、東京未来大学モチベーション行動科学部専任講師。2019年4月、准教授。
2011年4月から現在に至るまで西宮神社文化研究所の客員研究員も務める。

## 著書

### 単著
- 『近世後期の領主支配と地域社会―「百姓成立」と中間層―』（清文堂出版、2007年）
- 『将軍と大名』（岩崎書店、2015年）
- 『徳川社会の底力』（柏書房、2017年）
- 『村役人のお仕事』（東京堂出版、2018年）
- 『日本近世の国家・領主支配と地域社会』（塙書房、2023年）

### 監修
- 『西宮神社御社用日記』第2巻（清文堂出版、2013年）
- 『西宮神社御社用日記』第3巻（清文堂出版、2015年）
- 『西宮神社文書』第1巻（清文堂出版、2017年）
- 『西宮神社文書』第2巻（清文堂出版、2018年）
- 『西宮神社文書』第3巻　本吉井家文書1（清文堂出版、2023年）

### 編著
- 『東京未来大学図書館所蔵大西家文書仮目録』（山﨑善弘、2022年）

### 共著
- 『近世の地域編成と国家―関東と畿内の比較から―』(岩田書院、1997年）
- 『見る・読む・調べる　大阪の歴史力』（農山漁村文化協会、2000年）
- 『町史編集協力者調査報告』3　続ムラの暮らし―社会集団・力石・固寧倉―（香寺町教育委員会町史編集室、2002年）
- 『百姓一揆事典』（民衆社、2004年）
- 『加西市史』第8巻　史料編2　古代・中世・近世Ⅰ（加西市、2006年）
- 『2007年度　日本書芸院役員展　特別展観図録　悠久のロマンを抱く　～名家の手紙～　陽明文庫所蔵名品による』（日本書芸院・読売新聞社、2007年）
- 『加西市史』第9巻　史料編3　近世Ⅱ・近現代、加西市、2009年）
- 『姫路藩とふくさき～播磨国のふくさき絵巻～』（福崎町教育委員会、2010年）
- 『近江日野の歴史』第8巻　史料編（滋賀県日野町、2010年）
- 『加西市史』第2巻　本編2　近世・近現代（加西市、2011年）
- 『民俗学のふるさと福崎～幼き國男に刻まれた福崎文化～』（福崎町教育委員会、2011年）
- 『近世の地域と中間権力』（山川出版社、2011年）
- 『近江日野の歴史』第3巻　近世編（滋賀県日野町、2013年）
- 『神戸謎解き散歩』（KADOKAWA、2014年）
- 『大阪狭山市史』第1巻  本文編　通史（大阪狭山市役所、2014年）
- 『伊賀市史』第2巻　通史編　近世（伊賀市、2016年）
- 『阪神・淡路大震災資料集』Ⅱ　住吉の記憶　「住吉西区と阿彌陀寺」（一般財団法人住吉学園・住吉歴史資料館、2017年）
- 『えびすさま　よもやま史話―「西宮神社御社用日記」を読む―』（神戸新聞総合出版センター、2019年）
- Revisiting Japan’s Restoration: New Approaches to the Study of the Meiji Transformation (Abingdon, Oxon; New York, NY: Routledge, 2022)